# Claire Izacard
Claire Izacard, nach Heirat Claire Nalliod, (* 23. September 1964) ist eine ehemalige  französische Wasserspringerin, die bei Mittelmeerspielen eine Gold- und eine Silbermedaille gewann.

## Sportliche Karriere
Claire Izacard startete für VS Angers. Bei den Mittelmeerspielen 1983 in Casablanca siegte die Italienerin Laura Schermi im Springen vom Drei-Meter-Brett, Claire Izacard belegte den zweiten Platz. Im Jahr darauf bei den Olympischen Spielen 1984 in Los Angeles erreichte Izacard den 17. Platz in der Qualifikation, nur die besten 12 Springerinnen erreichten das Finale. 1985 belegte Claire Izacard den 10. Platz bei den Europameisterschaften in Sofia, im Jahr darauf war sie 18. bei den Weltmeisterschaften in Madrid. 1987 bei den Mittelmeerspielen in Latakia gewann Izacard den Wettkampf vom Drei-Meter-Brett vor Laura Schermi.